# Klein-féle palack

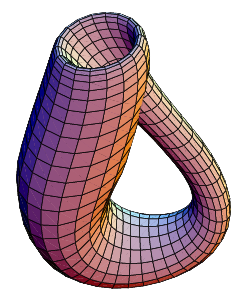
A Klein-féle palack

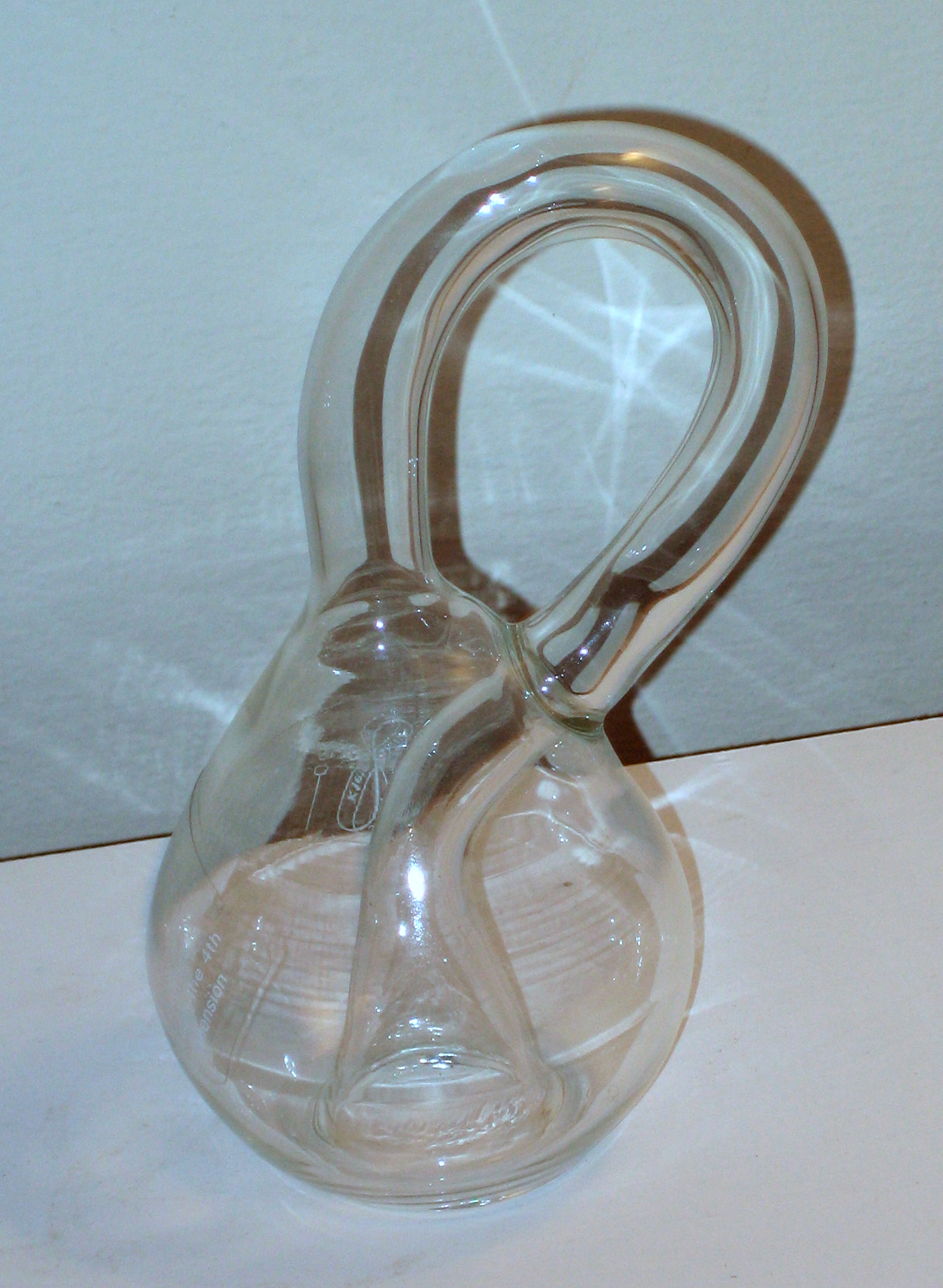
Egy üvegből készült Klein-féle kancsó

A Klein-féle palack vagy Klein-kancsó a matematikai topológia egyik fogalma, egy kétdimenziós, egyoldalú (vagyis nem irányítható) felület, amit önmagába forduló ívelt kúpként lehet elképzelni. A palacknak a belseje egyben a külseje is, tehát ha a felületét elkezdenénk festeni, az ecset felemelése nélkül ki tudnánk festeni az egészet. Nevét Felix Klein (1849–1925) német matematikusról kapta.

## A Klein-kancsó szemléletes leírása
Szemléletes leírással jól elképzelhetővé tehetjük a rajzon is látható Klein kancsót. A Klein kancsó felülete egy a tetején kiöblösödő, de lefelé haladva fokozatosan elvékonyodó cső, (szemléletesen egy lopótök alakú kancsó), melynek alsó, elvékonyodó szára visszakanyarodik, fogantyút alkot, majd áthatol a vastag csőszakasz falán, és belülről csatlakozik a cső szélesebb (a „lopótök” belső) „tetejéhez”.

## Érdekességek

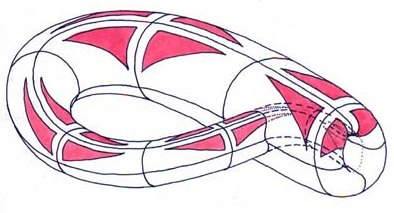
A Klein-féle kancsó két tükörképi helyzetű Möbius-szalag összeragasztásával létrehozva, melyeken kettős-fríz mintázat látható.

- A Klein-kancsó előállítható két, tükörképi helyzetű Möbius-szalag összeragasztásával.
- A Klein-kancsó felületére kettős-fríz mintázatok helyezhetők, melyek érdekesen transzformálódnak a két Möbius-szalaggá való szétválasztáskor.
- A Klein-kancsó önátmetszés nélkül nem ágyazható be a háromdimenziós térbe. Ehhez legalább négy dimenzió kell.
- A Klein-kancsó kétdimenziós, zárt sokaság, ami azt jelenti, hogy kompakt felület, és nincs határa.
- Differenciálható sokaság, azaz leírható differenciálható függvényekkel.
- Ha egy gömbön kivágunk két lyukat, és a lyukak határát egy-egy Möbius-szalag határával azonosítjuk, akkor Klein-palackot kapunk.
- A Klein-kancsóra rajzolt bármely térkép kiszínezhető legfeljebb hat szín felhasználásával. Ez az egyetlen kivétel a Heawood-sejtés alól, ami a négyszíntétel általánosításaként összefüggést állít a felhasználandó színek száma és az adott felület nemszáma között. A sejtés szerint a színek számának hétnek kell lennie.

## Képletek
A Klein-palack például a következőképpen írható le képletekkel:
{\displaystyle r=4{\Bigl (}1-{\frac {\cos(u)}{2}}{\Bigr )}}
ahol {\displaystyle 0\leq v<2\pi }  és  {\displaystyle 0\leq u<\pi }  esetén:
{\displaystyle x=a\cos(u)(1+\sin(u))+r\cos(u)\cos(v)}
{\displaystyle y=b\sin(u)+r\sin(u)\cos(v)}
{\displaystyle z=r\sin(v)}
és  {\displaystyle 0\leq v<2\pi }-re  meg  {\displaystyle \pi <u\leq 2\pi }-re:
{\displaystyle x=a\cos(u)(1+\sin(u))+r\cos(v+\pi )}
{\displaystyle y=b\sin(u)}
{\displaystyle z=r\sin(v)}
Az a és a b konstansok a palack méretét és arányait határozzák meg.

## Topológia
A Klein-palack a következőképpen konstruálható:
Vegyünk egy négyzetet, és azonosítsuk az éleket úgy, ahogy az ábra mutatja: az azonos színűeket azonosítjuk a nyilaknak megfelelő irányok szerint. Formálisan, a Klein-palack megkapható az [0,1] × [0,1] négyzetből a (0,y) ~ (1,y), 0 ≤ y ≤ 1 és az (x,0) ~ (1-x,1) 0 ≤ x ≤ 1 relációk szerinti ragasztással. Ezt úgy is mondjuk, hogy a négyzet a Klein-palack fundamentális poligonja.
A Klein-palack topológiai értelemben nem metszi át magát, mégsem ágyazható be a háromdimenziós térbe önátmetszés nélkül. Ekkor a következőképpen képzelhető el: egy hosszú téglalap hosszabb oldalait összeragasztjuk úgy, ahogy a piros nyilak mutatják. Ezután a cső egyik végét átdugjuk a cső falán, és belülről ragasztjuk a cső másik végéhez. Az így készült Klein-palackon lehet egy törés ott, ahol a két véget összeragasztottuk, azonban valójában sehol sincs törés. Ez a Klein-palack immerziója a háromdimenziós térbe. A háromdimenziós immerzió lehetővé teszi, hogy láttassuk a Klein-palack tulajdonságait: nincs határa, ahol hirtelen véget érne, egy oldalú és nem irányítható.

A valóságban is hasonló módon készítenek Klein-palackokat üvegből.
Négy dimenzióban az önátmetszés kiküszöbölhető úgy, hogy a háromdimenziós immerzióban kapott képben kihúzzuk az önátmetszés környékét a negyedik dimenzió irányába. Koordinátákkal ez úgy valósítható meg, hogy a háromdimenziós Klein-palackot a nulla negyedik koordinátájú altérbe képezzük le, és az önátmetszés környékén folytonosan megnöveljük a negyedik koordinátát úgy, hogy ott legyen a legnagyobb, ahol az önátmetszés lenne.